# 36035 Petrvok
36035 Petrvok è un asteroide della fascia principale. Scoperto nel 1999, presenta un'orbita caratterizzata da un semiasse maggiore pari a 2,5720922 UA e da un'eccentricità di 0,1111654, inclinata di 14,13491° rispetto all'eclittica.